# Pastinaca biebersteinii
Pastinaca biebersteinii är en flockblommig växtart som beskrevs av Anatol I. Galushko. Pastinaca biebersteinii ingår i släktet palsternackor, och familjen flockblommiga växter. Inga underarter finns listade i Catalogue of Life.